# Aga Khan Trust for Culture
Aga Khan Trust for Culture (AKTC) es una agencia de la Aga Khan Development Network (AKDN) enfocada en la revitalización de las comunidades del Mundo Islámico de forma física, social, cultural y económica. Fue fundada en 1988 y está registrada en Ginebra, Suiza, como una fundación filantrópica privada no confesional y consiste en una familia de instituciones creadas por el príncipe Karim al-Hussayni, el Aga Khan IV, con programas distintos pero complementarios, para mejorar el bienestar de las personas en los países en desarrollo.

## Programas de la AKTC
Los programas de la Aga Khan Trust for Culture son:
- Premio Aga Khan de Arquitectura —en inglés Aga Khan Award for Architecture (AKAA)— es un premio que reconoce la excelencia arquitectónica en el mundo musulmán.

- Programa para Ciudades Históricas Aga Khan —en inglés Historic Cities Programme (HCP)— apoya la revitalización de sitios históricos en el mundo musulmán.

- Iniciativa de Música Aga Khan en Asia Central —en inglés Aga Khan Music Initiative in Central Asia (AKMICA)— proporciona recursos financieros y ayuda técnica, para apoyar la preservación y la promoción de la música tradicional que se ha transmitido por tradición oral en Asia Central y regiones circundantes.

- Programa Aga Khan para la Arquitectura Islámica —en inglés Aga Khan Program for Islamic Architecture (AKPIA)— es un centro patrocinado para estudiar la historia, la teoría y la práctica de la arquitectura islámica en la Universidad de Harvard y el Instituto Tecnológico de Massachusetts.

- ArchNet — es un sitio web sobre arquitectura, diseño urbano, desarrollo urbano y cuestiones relacionadas en el mundo musulmán, creado con la cooperación del MIT.

- Museo Aga Khan — se refiere a dos proyectos de museo, el Museo Aga Khan en Toronto y el Museo de El Cairo Histórico en el Parque Al-Azhar, en el Cairo.[3][4] También proporciona servicios de apoyo a museos en los países en desarrollo, incluyendo el Museo Nacional de Malí[5]